# Monastère de Timotessoubani
Le monastère de Timotessoubani (en géorgien : ტიმოთესუბნის მონასტერი) est un monastère chrétien médiéval situé en Géorgie, dans la région de Samtskhé-Djavakhétie.

## Description
Le monastère est composé de bâtiments érigés du XIe au XVIIIe siècle. L'église de la dormition est la plus grande et principale église du complexe. Construite de 1195 à 1215 elle date du règne de la reine Tamar (1184–1213) et est une église à croix inscrite surmontée d'une coupole. Les deux portiques (sud et ouest) ont été ajoutés ultérieurement.
L'intérieur de l'église est couvert de fresques datant des années 1220. Ces fresques ont été restaurées et conservées pour la dernière fois de 2000 à 2006.
L'activité monastique a repris en 1994 à Timotessoubani.